# Otoci Amwaj
Otoci Amwaj ( ar. جزر أمواج; transliterirano: Juzur Amwaj) su skupina umjetno stvorenih otoka, koji se nalaze u Perzijskom zaljevu, u sjeveroistočnom dijelu Bahreina. Izgrađeni su u relativno plitkom moru sjeveroistočno od otoka Muharaka, koji je najsjeverniji otok u Kraljevini Bahrein. Nalaze se 10.5 km sjeveroistočno od glavnog grada Maname, na otoku Bahrein, a pripadaju guverneratu Muharak. Otoci imaju površinu od 4,31 km 2.

## Povijest
Godine 2000. napravljen je plan za pionirski projekt u Bahreinu, osmišljen je prvi koji je nudio 100% slobodnog vlasništva zemlje iseljenicima koji žive u Kraljevini Bahrein; tako je nastao plan otočja Amwaj. Plan je također bio povećati ponudu nekretnina na obali kojih je u ovoj maloj otočnoj državi malo. Projekt razvija Ossis Property Development uz investiciju od 1,5 milijardi američkih dolara. Godine 2002. projekt je počeo poprimati formu. Prva faza je završena 2003. godine. drugi 2004. godine, kada su Cisco i Oracle započeli s postavljanjem mreže za komunikacije na otocima. U 2016. otoci Amwaj dovršili su infrastrukturu kao što su električna energija, ceste, voda, kanalizacija i telekomunikacije te su postali prikladni za stambenu upotrebu.
Tijekom proteklog desetljeća na otoku je otvoren i niz hotela kao što su Art Rotana, The Grove Hotel, Ramada Hotel and Suites, The Sea Loft i Dragon Hotel. Godine 2012. poduzetnica Yara Salman otvorila je 'Yara Beauty Salon', luksuzni kozmetički salon na otocima. Salon nudi niz tretmana ljepote, uključujući marokanske kupke, solarij i apartmane za krioterapiju. Salman je prvi predstavio koncept krioterapije u Bahreinu, koja se koristi za liječenje manjih oštećenja tkiva i može biti "učinkovita u smanjenju celulita i sagorijevanju kalorija".

## Opis
Iz inženjerske perspektive, Amwaj je uveo niz novih tehnologija u regiju, uključujući geocijevi za fazu rekultivacije ovih otoka, vakuumsku kanalizaciju i optičku tehnologiju "Smart City", između ostalog. Otoci sadrže stambene, komercijalne (visoke) i hotelske i maloprodajne zgrade, kao i 240 m kružna marina s preko 140 vezova.

## Promet
Otoci Amwaj povezani su s otokom Muharak s dva nasipa, svaki otprilike 1 km dužine. Udaljenost između novog otoka i međunarodne zračne luke Bahrein je samo 4,5 km.

## Vanjske poveznice
|  | Zajednički poslužitelj ima još gradiva o temi Otoci Amwaj |

- Amwaj Islands - official website
- Detailed map
- www.quest-amwaj.com (web.archive.org)